# Підгорна Олена Олексіївна
Олена Олексіївна Підгорна, до шлюбу Назарова (1908 — 1995) — українська політична діячка. Дружина колишнього керівника УРСР, першого секретаря Комуністичної партії України, члена Політбюро ЦК КПРС, голови Верховної Ради СРСР Миколи Підгорного.

## Життєпис
Народилася 12 травня 1908 року. У 1926 році вийшла заміж за Миколу Підгорного.
У 1995 році померла в Москві, похована на Новодівочому цвинтарі, ділянка 10-1-10..

## Сім'я
- Чоловік — Підгорний Микола Вікторович (1903—1983), перший секретар Комуністичної партії України
- Дочка — Підгорна Наталя Миколаївна, доцентка кафедри хвороби ока 1-го Московського медичного університету імені Сечєнова.[2]
- Дочка — Наумова (Підгорна) Леся Миколаївна[3], біологиня-селекціонерка
- Син — Підгорний Анатолій Миколайович (1932—1996), академік НАН України.